# Yakubu Gowon
Yakubu Dan-Yumma Gowon (Lur, 19 ottobre 1934) è un politico ed ex generale nigeriano.
Già capo di stato maggiore, in seguito ad un golpe divenne Presidente della Nigeria nel 1966 come figura di compromesso. Creò 12 nuovi stati federati, assistendo però alla secessione del Biafra.
Fu deposto nel 1975.